# 애비게일 하딩엄
애비게일 하딩엄(영어: Abigail Hardingham, 1991년 ~ )은 영국의 배우이다. 드라마 《더 미씽》(2014-16)의 조역 헤더 역으로 출연하였다.

## 작품 목록

### 영화
- 니나 포에버 (2015)

### 텔레비전
- 홀비 시티 (2013)
- 브로드처치 (2015)
- 더 미씽 (2016)
- 무언의 목격자 (2016)